# Englische Badmintonmeisterschaft 1975
Die Englische Badmintonmeisterschaft 1975 fand bereits vom 13. bis zum 15. Dezember 1974 in der University of Nottingham in Nottingham statt. Es war die zwölfte Austragung der nationalen Titelkämpfe von England im Badminton.	

## Titelträger
| Disziplin    | Gold                           | Silber                      |
| ------------ | ------------------------------ | --------------------------- |
| Herreneinzel | Paul Whetnall                  | Ray Stevens                 |
| Dameneinzel  | Margaret Beck                  | Gillian Gilks               |
| Herrendoppel | David Eddy Eddy Sutton         | Ray Stevens Mike Tredgett   |
| Damendoppel  | Susan Whetnall Margaret Boxall | Margaret Beck Gillian Gilks |
| Mixed        | Derek Talbot Gillian Gilks     | Mike Tredgett Nora Gardner  |

## Finalresultate
| Disziplin    | Sieger                         | Finalist                      | Ergebnis           |
| ------------ | ------------------------------ | ----------------------------- | ------------------ |
| Herreneinzel | Paul Whetnall                  | Ray Stevens                   | 15-12, 18-13       |
| Dameneinzel  | Margaret Beck                  | Gillian Gilks                 | 12-11, 11-6        |
| Herrendoppel | David Eddy Eddy Sutton         | Ray Stevens Mike Tredgett     | 15-4, 15-9         |
| Damendoppel  | Susan Whetnall Margaret Boxall | Margaret Beck Gillian Gilks   | 5-15, 17-14, 15-13 |
| Mixed        | Derek Talbot Gillian Gilks     | Mike Tredgett Margaret Boxall | 18-15, 15-4        |